# Ceratomyxa polymorpha
Ceratomyxa polymorpha is een microscopische parasiet uit de familie Ceratomyxidae. Ceratomyxa polymorpha werd in 1899 beschreven door Labbé. 